# Damak Urat
Damak Urat is een bestuurslaag in het regentschap Serdang Bedagai van de provincie Noord-Sumatra, Indonesië. Damak Urat telt 2731 inwoners (volkstelling 2010).